# ملوك الصليبية 3
ملوك الصليبية 3 (بالإنجليزية: Crusader Kings III)‏ هي لعبة فيديو تقمص الأدوار استراتيجية كبرى من تطوير شركة استوديو برودكس للتطوير ونشر شركة بارادوكس إنتراكتيف. صدرت اللعبة على أجهزة الكمبيوتر في 1 سبتمبر 2020 وعلى جهاز إكس بوكس سيريس إكس وسيريس إس وبلاي ستيشن 5 في 29 مارس 2022.